# Jane Weir
Jane Weir (Clydesdale, c. 1610 - Edimburgo, 12 de abril de 1670), también conocida como Jean Weir, fue una mujer británica acusada y ejecutada por incesto y brujería.

## Biografía
Jane Weir nació cerca de Carluke en Lanarkshire. Era hermana del mayor Thomas Weir, un protestante estricto cuyas oraciones y discursos le otorgaron una creciente reputación en Escocia. Recibían muchas visitantes en su casa en Edimburgo. Después de su jubilación en 1670, Thomas Weir cayó enfermo. Busca arrepentirse y admite una vida secreta compuesta de crímenes y vicios.
La ley fundacional contra la brujería en Escocia estuvo vigente entre 1563 y 1736, durante la cual Jane Weir fue acusada de practicar brujería, y de cometer incesto con su hermano, que entonces era considerado un dios de las brujas. Se dice que el diablo se le apareció a Jane Weir bajo la apariencia de una mujer de tamaño similar. Se dice que ella y su hermano fueron secuestrados varias veces por entidades extrañas. Thomas Weir también relata las relaciones sexuales que él y su hermana tuvieron con demonios y hadas, a quienes vendieron debidamente sus almas inmortales.
Debido a que los acusados eran incondicionales de la Iglesia Presbiteriana de Edimburgo, sus confesiones fueron tratadas con escepticismo. El Lord Provost, representante de la autoridad municipal en las principales ciudades de Escocia, refutó inicialmente estas confesiones improbables. Thomas Weir y su hermana soltera, Jane Weir, finalmente fueron llevados al Old Tolbooth en Edimburgo para ser interrogados en abril de 1670.
El juicio comenzó el 9 de abril de 1670. Jane Weir y su hermano parecen haber confesado libremente su devoción por la brujería y su negativa a retractarse. Ambos fueron comparados con seguidores de la religión ahora llamada Wicca, lo que sugiere que los rituales de las antiguas doctrinas continuaron a pesar de la persecución generalizada.
Jane Weir fue ahorcada y quemada en la hoguera en Grass Market el 12 de abril de 1670, el día después de la muerte de su hermano.

## Homenajes
Entre 1974 y 1979, la artista estadounidense Judy Chicago rindió homenaje a 1.038 personalidades femeninas a través de su obra principal The Dinner Party. Jane Weir es parte de este homenaje.